# Olivia Ciappa
Olivia Ciappa, née le 17 mars 1979 à Marseille, est une artiste et militante LGBT française. Elle est réalisatrice de courts métrages, photographe ou encore créatrice de timbres postaux,.

## Biographie

### Jeunesse
Olivia Ciappa est née Olivier Ciappa le 17 mars 1979 à Marseille, d'une mère arménienne et d'un père français. Dès l'âge de 6 ans, elle passe une grande partie de son enfance à Tahiti[source insuffisante]. Elle rentre en métropole en 1996, à l'âge de 17 ans, puis s’installe à Paris à 20 ans[réf. souhaitée].

### Cinéma et théâtre
Ciappa débute dans la création artistique avec la réalisation de plusieurs courts métrages en 35 mm, ainsi qu'avec plusieurs mises en scène au théâtre.[réf. souhaitée]

### Animation
De 2009 à 2012, elle développe Princess Academy, un projet personnel de dessin animé qui n'a jamais abouti destiné à être proposé aux studios Disney. [source insuffisante]

### Photographie

#### Couples imaginaires
En 2012, marquée par les débats sur la loi Taubira, Ciappa réalise une série de photos Couples imaginaires, mettant en scène des célébrités françaises issues du cinéma, de la chanson, de la politique et des sports. On peut y voir des personnalités aussi diverses qu’Eva Longoria, Jenifer, Julie Zenatti, Antoine de Caunes, Mathilde Seigner, Mélanie Laurent, Kyan Khojandi, Lara Fabian, Roselyne Bachelot, Marion Bartoli, Frédérick Bousquet, Élie Semoun ou Isabelle Carré. L’exposition, installée à Paris au square du Temple, sera vandalisée à plusieurs reprises, actes qui donneront lieu à des rassemblements de soutien, où des artistes, accompagnés de personnalités politiques comme Bertrand Delanoë viendront apporter leur soutien. En 2018, alors que l'exposition est déplacée à Metz, les photographies sont à nouveau vandalisées plusieurs fois, un autocollant d'Action française est retrouvé sur les affiches à côté des tags.

#### Couples imaginaires canadiens
En mai 2015, Ciappa crée « Les Couples imaginaires canadiens ». Deux ans avant, la journaliste Monique Giroux assiste au vernissage parisien. Elle décide d’amener cette exposition à Montréal et crée des Couples Imaginaires en collaboration avec le présentateur Dany Turcote. Elle s’associent au consulat général de France à Montréal, IBM et la caisse populaire Desjardins. Ensemble, ils demandent à Ciappa d’adapter son exposition française avec des célébrités canadiennes. On peut y voir des personnalités aussi diverses qu'Eva Longoria, Véronique Cloutier, Guy A. Lepage, Claude Legault, Guylaine Tremblay, Pénélope McQuade, Philippe Fehmiu, Lara Fabian, Dan Bigras, Étienne Boulay, Louis Morissette ou Dany Turcotte,. Olivia Ciappa se rend à Montréal et photographie les chanteurs, comédiens, politiques et présentateurs de décembre 2013 à janvier 2014. Le consulat général de France mettra un an et demi pour pouvoir créer l’exposition la plus grande possible. Dès les prises de vues en 2013, les célébrités commencent à twitter les photos du making of et quelques bribes du résultat final.
Le succès est tellement grand et inattendu qu’il est décidé que toutes les photos des séances photos soient retirées des réseaux sociaux jusqu’à l’exposition. L’exposition est repoussée d’un an pour permettre de l’agrandir et de la proposer dans deux lieux différents : une version publique au Complexe Desjardins, l’endroit le plus passant de Montréal, et une version plus artistique et élitiste, au Musée des Beaux-Arts de Montréal. Juste avant le lancement de l’exposition, le Huff Post révèle qu’aucun sportif canadien n’a accepté de faire partie de l’exposition des Couples Imaginaires, effrayés par l’homophobie qui règne dans le sport. La nouvelle fait le tour de la presse canadienne et Olivia Ciappa lance un appel à Radio Canada pour demander aux sportifs de changer d’avis. Quelques heures plus tard le champion de football américain Étienne Boulay appelle Radio Canada et accepte de faire la séance photo. Elle viendra même au micro de Pascale Perrin pour expliquer son changement de point de vue après avoir vu les photos prises au Canada.

#### Timbres
En 2011, Ciappa intègre la Poste française où elle est chargée de créer des timbres. Elle travaille sur le centenaire de la Mosquée de Paris, le championnat du monde de karaté 2012,, les chauves souris.
En 2013, Ciappa, en association avec le dessinateur israélien David Kawena, participe au concours national pour élire la nouvelle Marianne, dite Marianne de la Jeunesse, qui figure sur les timbres français. Selon la règle du concours, les lycéens français en classe de seconde ont voté pour leur Marianne préférée et les trois finalistes sont soumises au choix du président de la République, qui choisit sa favorite. La Marianne de Ciappa et Kawena arrive en tête. Ce dessin est présent sur tous les timbres français jusqu’en 2018. François Hollande souligne le vote massif des lycéens pour ce dessin et voit à travers l'œuvre un message d’égalité, de parité et de diversité, « valeurs essentielles de la France et de la République ».
Le 14 juillet 2013, jour du dévoilement de la Marianne à l’Élysée, Olivia Ciappa déclare s’être inspirée d’un certain nombre de femmes fortes pour créer un visage original. Parmi ces personnalités féminines, elle cite notamment sa mère, Brigitte Bardot, Marion Cotillard ou encore Inna Shevchenko, membre des Femen. Le parti chrétien-démocrate et sa présidente Christine Boutin rebaptisèrent alors ce timbre le « Timbre Femen »,. Plusieurs mouvements religieux catholiques, proches de Civitas et des Jeunesses nationalistes, demandèrent en vain le retrait du timbre.

## Vie privée
En 2020, Ciappa fait une tentative de suicide après avoir subi une vague de harcèlement sur Twitter, par des activistes LGBT liés à Fiertés en Commun. Elle était aussi victime d'un harcèlement par l'élue En Marche Agnès Cerighelli, qui fut renvoyée du mouvement,.
En avril 2021, Olivia Ciappa annonce sa transition de genre sur les réseaux sociaux. Son compagnon et elle sont victimes d'agressions homophobes dans la rue deux jours de suite en 2023 ; elle dit avoir subi plus de 100 agressions transphobes en une année. Elle dénonce aussi l'instrumentalisation raciste par l'extrême-droite de certaines agressions subies.

## Œuvres

### Photographie
- 2013 : Couples imaginaires.
- 2014 : Couples de la République.
- 2014 : Fait à la main.

### Cinéma
En tant que réalisatrice
- 2003 : Le fabuleux destin de Perrine Martin, court-métrage avec Anne-Juliette Vassort, Camille Saféris et Titoff[41].
- 2003 : Le cas d'Ô, court-métrage avec Filip Nikolic[42].
- 2009 : À mon frère (Catharsis Productions)[43].

### Livre
- 2015 : Il était deux Frères (éditions L'Harmattan)

## Sélections
- Le Fabuleux Destin de Perrine Martin, sélection officielle au Festival international du film de Luxembourg en 2004, et au Festival du film français de Richmond la même année[source insuffisante].